# 2024년 하계 올림픽 벨기에 선수단
2024년 하계 올림픽 벨기에 선수단은 2024년 7월 26일부터 8월 11일까지 프랑스 파리에서 열린 2024년 하계 올림픽에 참가한 올림픽 벨기에 선수단이다.
벨기에 선수들은 1900년 첫 대회가 열린 이후 1904년 대회를 제외한 모든 하계 올림픽 대회에 출전했다.

## 출전 선수
| 종목           | 남자 | 여자 | 전체 |
| -------------- | ---- | ---- | ---- |
| 골프           | 2    | 1    | 3    |
| 농구           | 0    | 12   | 12   |
| 배드민턴       | 1    | 1    | 2    |
| 복싱           | 2    | 1    | 3    |
| 사이클         | 11   | 10   | 21   |
| 수영           | 1    | 3    | 4    |
| 스포츠클라이밍 | 1    | 0    | 1    |
| 승마           | 4    | 5    | 9    |
| 역도           | 0    | 1    | 1    |
| 요트           | 4    | 4    | 8    |
| 유도           | 3    | 1    | 4    |
| 육상           | 23   | 20   | 43   |
| 조정           | 3    | 0    | 3    |
| 체조           | 3    | 2    | 5    |
| 카누           | 1    | 2    | 3    |
| 탁구           | 2    | 0    | 2    |
| 태권도         | 0    | 1    | 1    |
| 테니스         | 3    | 0    | 3    |
| 트라이애슬론   | 2    | 2    | 4    |
| 펜싱           | 1    | 0    | 1    |
| 하키           | 16   | 16   | 32   |
| 전체           | 83   | 82   | 165  |

## 같이 보기
- 2024년 하계 올림픽